# Route nationale 249
Die Route nationale 249, kurz N 249 oder RN 249, ist eine französische Nationalstraße, die als Schnellstraße zwischen Bressuire und Nantes erbaut wurde. Die N 249 ist auf ganzer Länge ein Teilstück der Europastraße 62. Sie ist zweistreifig in beide Fahrtrichtungen errichtet worden.

## Verlauf
Der Nummerierung nach beginnt die N 249 mit dem Knoten des sog. Boulevard Périphérique de Nantes (N 844) südlich der Loire im Osten von Nantes an der Porte du Vignoble.
Autobahnähnlich ausgebaut verläuft sie dann an Vertou und Vallet vorbei. Für Cholet bildet die N 249 die West-Süd-Tangente und führt an Mauléon vorbei nach Bressuire.
Mit dem Umbau der Umgehungsstraße von Bressuire wurde im Nordosten der Verlauf 2014 geändert. Seit dem 3. Oktober 2014 endet dort die Strecke der N 249 mit der Anschlussstelle 16.